# A Simple Game
A Simple Game is een lied van in eerste instantie de Moody Blues. Het is opgenomen in oktober 1968, toen In Search of the Lost Chord al uitgegeven was en On the Threshold of a Dream zich nog in de pril stadium bevond. A Simple Game kwam terecht als B-kant op Ride My See-Saw. Qua muziek sloot het beter aan bij In Search dan op het rockier Threshold. Ride My See-Saw werd wel bekend, A Simple Game niet. A Simple Game gaat over een typisch Pinder-onderwerp; met zijn geliefde aan zijn kant voelt hij zich één met haar en de omgeving. A Simple Game kwam pas later op een elpee van de band.

## Versie Four Tops
Succes kwam toen de Four Tops het nummer in 1971 uitbrachten onder Simple Game. Die versie haalde de positie nummer 3 in Engeland; in Nederland bracht het tot de 15e plek in de Nederlandse Top 40. Het symfonische nummer is dan naar soul omgebogen, maar op de achtergrond zijn de stemmen van de Moodies te horen. Justin Hayward speelt gitaar. Het op Tamla Motown uitgebrachte, maar door Decca Records’ Tony Clarke geproduceerde plaatje stond tot nu toe (versie 2009) niet in de Radio 2 Top 2000. Het bleef ook elpeeloos.
De B-kant You Stole My Love is geschreven door Justin Hayward onder zijn pseudoniem Guirron en Tony Clarke.

## Hitnoteringen
| "Simple Game" in de Nederlandse Top 40 - binnen 13-11-1971 | "Simple Game" in de Nederlandse Top 40 - binnen 13-11-1971 | "Simple Game" in de Nederlandse Top 40 - binnen 13-11-1971 | "Simple Game" in de Nederlandse Top 40 - binnen 13-11-1971 | "Simple Game" in de Nederlandse Top 40 - binnen 13-11-1971 | "Simple Game" in de Nederlandse Top 40 - binnen 13-11-1971 | "Simple Game" in de Nederlandse Top 40 - binnen 13-11-1971 |
| Week                                                       | 1                                                          | 2                                                          | 3                                                          | 4                                                          | 5                                                          |                                                            |
| ---------------------------------------------------------- | ---------------------------------------------------------- | ---------------------------------------------------------- | ---------------------------------------------------------- | ---------------------------------------------------------- | ---------------------------------------------------------- | ---------------------------------------------------------- |
| Nummer                                                     | 20                                                         | 15                                                         | 18                                                         | 31                                                         | 35                                                         | uit                                                        |

| "Simple Game" in de Nederlandse Single Top 100 - binnen: 13-11-1971 | "Simple Game" in de Nederlandse Single Top 100 - binnen: 13-11-1971 | "Simple Game" in de Nederlandse Single Top 100 - binnen: 13-11-1971 | "Simple Game" in de Nederlandse Single Top 100 - binnen: 13-11-1971 | "Simple Game" in de Nederlandse Single Top 100 - binnen: 13-11-1971 | "Simple Game" in de Nederlandse Single Top 100 - binnen: 13-11-1971 |
| Week                                                                | 1                                                                   | 2                                                                   | 3                                                                   | 4                                                                   |                                                                     |
| ------------------------------------------------------------------- | ------------------------------------------------------------------- | ------------------------------------------------------------------- | ------------------------------------------------------------------- | ------------------------------------------------------------------- | ------------------------------------------------------------------- |
| Nummer                                                              | 26                                                                  | 12                                                                  | 11                                                                  | 26                                                                  | uit                                                                 |